# 얼룩 무늬의 사나이
"얼룩 무늬의 사나이"는 한국에서 제작된 이만희 감독의 1967년 영화이다. 김석훈 등이 주연으로 출연하였고 김형근 등이 제작에 참여하였다.

## 출연

### 주연
- 김석훈
- 이충범
- 문정숙

## 기타
- 원작자: 김중희
- 조명: 윤창화
- 미술: 이명수